# Kanton Jarnac
Der Kanton Jarnac ist ein französischer Wahlkreis im Arrondissement Cognac, im Département Charente und in der Region Nouvelle-Aquitaine. Er hat sein bureau centralisateur in Jarnac. Im Rahmen der landesweiten Neuordnung der französischen Kantone wurde er im Frühjahr 2015 geringfügig erweitert.

## Gemeinden
Der Kanton besteht aus 17 Gemeinden mit insgesamt 16.127 Einwohnern (Stand: 1. Januar 2022) auf einer Gesamtfläche von 204,27 km²:
| Gemeinde                 | Einwohner 1. Januar 2022 | Fläche km² | Dichte Einw./km² | Code INSEE | Postleitzahl |
| ------------------------ | ------------------------ | ---------- | ---------------- | ---------- | ------------ |
| Bassac                   | 522                      | 7,62       | 69               | 16032      | 16120        |
| Bourg-Charente           | 885                      | 12,02      | 74               | 16056      | 16200        |
| Chassors                 | 1.103                    | 13,21      | 83               | 16088      | 16200        |
| Fleurac                  | 220                      | 2,17       | 101              | 16139      | 16200        |
| Foussignac               | 656                      | 15,14      | 43               | 16145      | 16200        |
| Houlette                 | 395                      | 7,15       | 55               | 16165      | 16200        |
| Jarnac                   | 4.478                    | 11,99      | 373              | 16167      | 16200        |
| Julienne                 | 540                      | 6,30       | 86               | 16174      | 16200        |
| Les Métairies            | 714                      | 5,18       | 138              | 16220      | 16200        |
| Mainxe-Gondeville        | 1.184                    | 15,56      | 76               | 16153      | 16200        |
| Mérignac                 | 812                      | 18,51      | 44               | 16216      | 16200        |
| Nercillac                | 1.036                    | 16,35      | 63               | 16243      | 16200        |
| Réparsac                 | 617                      | 11,06      | 56               | 16277      | 16200        |
| Sainte-Sévère            | 509                      | 18,31      | 28               | 16349      | 16200        |
| Saint-Même-les-Carrières | 1.029                    | 15,14      | 68               | 16340      | 16720        |
| Sigogne                  | 965                      | 22,16      | 44               | 16369      | 16200        |
| Triac-Lautrait           | 462                      | 6,40       | 72               | 16387      | 16200        |
| Kanton Jarnac            | 16.127                   | 204,27     | 79               | 1615       | –            |

Bis zur landesweiten Neuordnung der französischen Kantone im März 2015 gehörten zum Kanton Jarnac die 14 Gemeinden Bassac, Chassors, Fleurac, Foussignac, Houlette, Jarnac, Julienne, Les Métairies, Mérignac, Nercillac, Réparsac, Sainte-Sévère, Sigogne und Triac-Lautrait. Sein Zuschnitt entsprach einer Fläche von 161,55 km2. Er besaß vor 2015 den INSEE-Code 1617.

## Veränderungen im Gemeindebestand seit 2015
2019: Fusion Gondeville und Mainxe → Mainxe-Gondeville

## Politik
| Vertreter im Departementrat | Vertreter im Departementrat        | Vertreter im Departementrat |
| Amtszeit                    | Namen                              | Partei                      |
| --------------------------- | ---------------------------------- | --------------------------- |
| 1998–2015                   | Jean-Pierre Denieul                | DVG                         |
| 2015–                       | Catherine Parent Jérôme Sourisseau | UD                          |